# Včelí úl Eurodadant

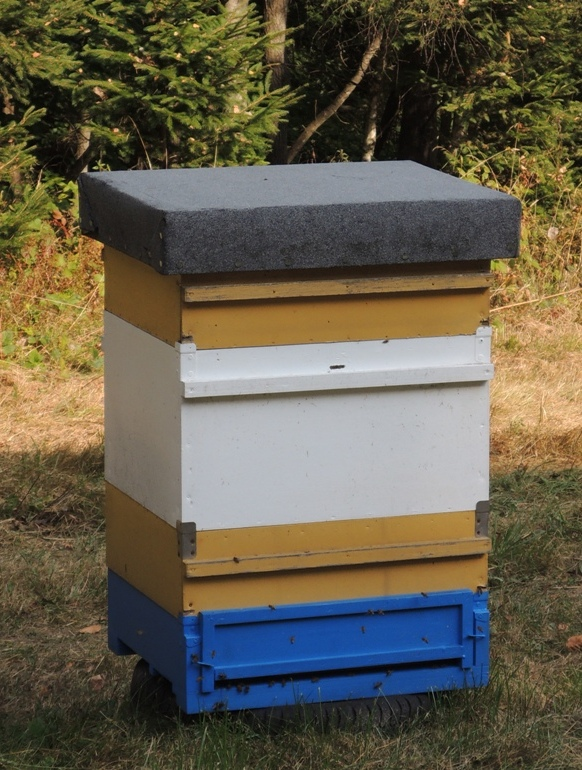
Úl Eurodadant se skládá ze dna, manipulačního nástavku, vysokého plodištního nástavku, 3 kusů medníkových polonástavků, víka a střechy.

Úl Eurodadant je nástavkový úl, vycházející z metodiky úlu Dadant, amerického včelaře francouzského původu, Charlese Dadanta.
Kompletní úl se skládá ze dna, manipulačního nástavku, vysokého plodištního nástavku, 3 kusů medníkových polonástavků, víka a střechy.
Nástavky jsou uteplené – stěna úlu je tvořena vrstvou: sololit / polystyren – 3 cm / sololit.
Eurodadant zpřístupňuje celosvětově používanou metodiku ošetřování včelstev a upravuje ji pro přírodní a klimatické podmínky ČR.

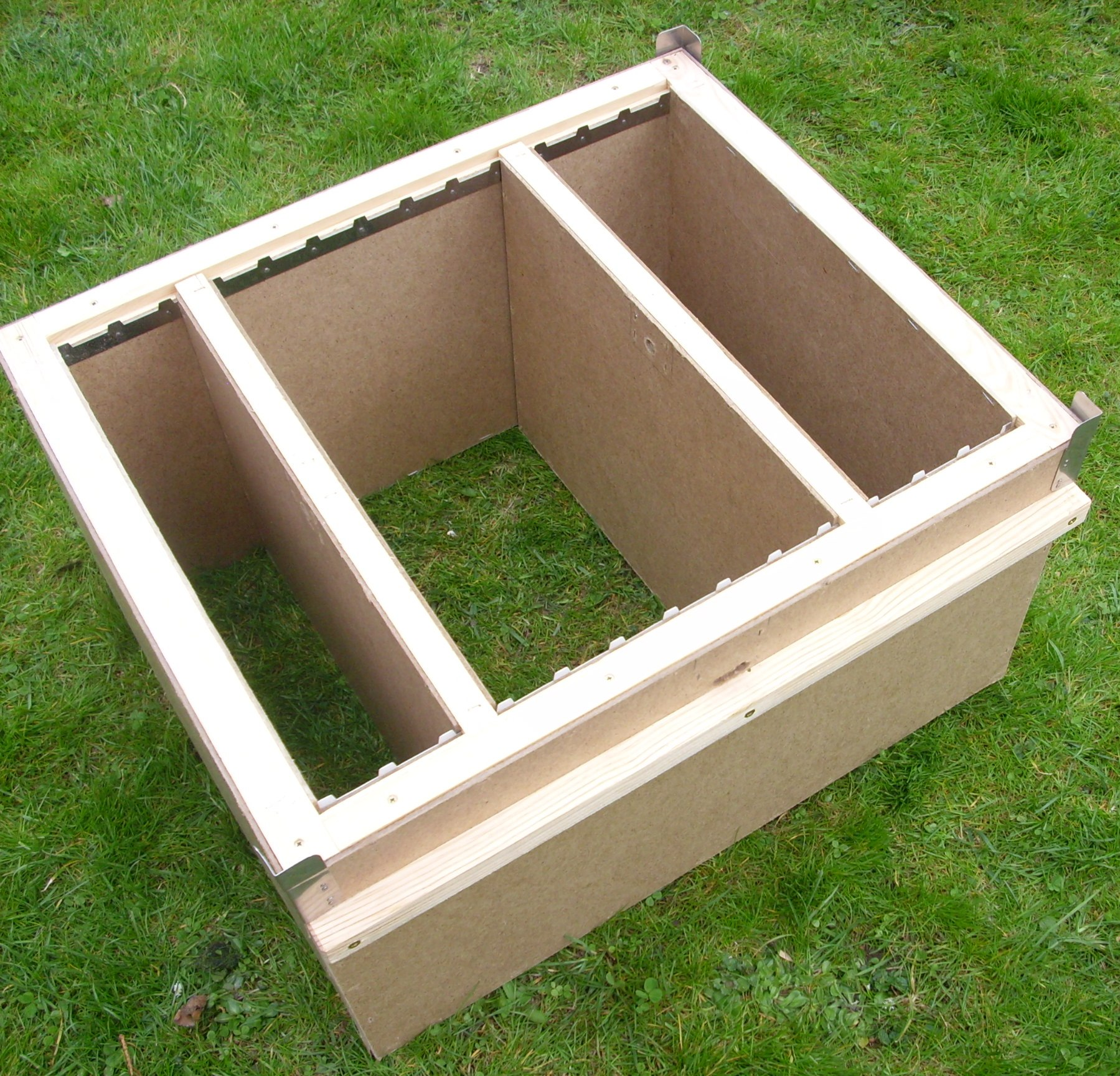
Dělicí přepážky v plodištním nástavku včelího úlu Eurodadant

Včelaření v úlovém systému Eurodadant poskytuje včelstvům ideální podmínky pro prudký jarní rozvoj. Jsou dány především vysokým plástem v plodišti a dostatečně velkým plodištěm, aby matka měla dostatek místa pro kladení.
Plodiště se na rozdíl od ostatních metodik při rozšiřování nikdy netrhá. Obměna díla v plodišti je řešena pomocí dělicích přepážek.
Prostor pro ukládání sladiny je řešen nástavky s polorámky. To umožňuje krom snadnější manipulace s nástavky také snadnější získávání druhových medů a oddělování zralého a nezralého medu.
Autorem Eurodadantu je Ing. Vladimír Řeháček (1933 – 2010), dlouholetý vědecký pracovník a učitel včelařství v SOUV Nasavrky. Úl a metodiku vyvíjel od r. 1980 až do své smrti v říjnu 2010.